# جايسون رضا
جايسون رضا (بالإنجليزية: Jason Reda)‏ هو لاعب كرة قدم أمريكية أمريكي، ولد في 16 أغسطس 1985 في روك أيلاند في الولايات المتحدة.